# Bailmadapura, Haveri
Bailmadapura là một làng thuộc tehsil Haveri, huyện Haveri, bang Karnataka, Ấn Độ.